# Singende Jugend
Singende Jugend ist ein österreichisch-niederländischer Musikfilm von Max Neufeld aus dem Jahre 1936.

## Handlung
Der kleine Toni ist ein Waisenjunge, der in Wien lebt. Sein Ziehvater ist ein grober Klotz, und weil er sich dessen Bestrafung entziehen möchte, schließt sich Toni dem netten Straßenmusiker Blüml an, der sich fortan seiner annimmt. Doch auch ihm macht man das Leben schwer. Diesmal verscheucht ihn die Polizei, und Blüml und Toni finden Zuflucht in einer Kirche. Dort geben gerade die Wiener Sängerknaben eine Probe ihrer Vortragskunst. Toni ist begeistert und möchte unbedingt dem Gesangschor angehören. Am nächsten Tag geht Blüml mit dem Waisen nach Schloss Wilhelminenberg, wo er Toni, der über eine schöne Stimme verfügt, als großes Talent vorstellt. Der Junge ist begeistert vom Umfeld, denn hier fühlt er das erste Mal, was es bedeutet, angenommen und akzeptiert zu werden. Besonderes Vertrauen fasst er zu der Ordensschwester Maria, der „guten Seele“ des Chores. Eines Tages steht eine Erholungsreise der Sängerknaben an. Das Ziel heißt Osttirol: Neben Toni und seinem treuen Begleiter Blüml, der auf Wilhelminenberg eine Anstellung gefunden hat, sind auch Maria und der Kapellmeister Schmidt dabei.
Doch bald gibt es Ärger. Eine Tausend-Schilling-Banknote, die Schwester Maria im Rahmen einer Abrechnung mit dem Hotel erhalten hat, ist aus dem Kassenschrank spurlos verschwunden. Schmidt, der notorisch klamm ist und damit seine Musikerlaufbahn sichern könnte, sowie Toni, der gesehen wurde, wie er aus dem Zimmer kam, wo sich der Schein befunden hatte, werden als mögliche Diebe verdächtigt. In seiner großen Zuneigung zu Maria, die er wie eine Mutter liebt und die ebenfalls in Verdacht geraten könnte, gibt Toni den von ihm nicht begangenen Diebstahl zu. Der Wasenjunge muss den Chor verlassen und rennt davon. Auf einem, einen Wildbach überbrückenden, morschen Steg in der Natur kommt es zu einem Unglück. Toni fällt erst in die Tiefe und dann ins Koma. Derweil hat sich der 1000-Schilling-Schein wieder angefunden: er befand sich in einem weiteren Geldbündel, das sich ebenfalls im Kassenschrank befunden hatte. Als Toni nach langer Bewusstlosigkeit wieder erwacht, stehen ihm Maria und die Sängerknaben, zu denen er nun endgültig gehören wird, gegenüber.

## Produktionsnotizen
Singende Jugend entstand in Wien (Atelieraufnahmen) sowie in Hinterbichl und am Großglockner. Der Film wurde am 11. April 1936 uraufgeführt, Massenstart war am 24. April 1936. Eine deutsche Erstaufführung gab es aufgrund des, nach  NS-deutscher Rassenideologie, „jüdischen Mischlings“ Neufeld erst nach dem Krieg, am 13. Januar 1950. In der Bundesrepublik hieß der Film Mit Musik durchs Leben. Ein weiterer Titel war Der Edelweißbua. Alfred Kunz entwarf die Filmbauten.
Georg Gruber verwendete bei seiner Musik diverse Kompositionen von Mozart, Schubert, Händel und Brahms. Es singen die Wiener Sängerknaben.
Singende Jugend war für den Coppa Mussolini nominiert.

## Kritiken
Paimann’s Filmlisten resümierte: „Der Film schildert in der Hauptsache das Leben der Sängerknaben. Trotzdem hat seine kleine Handlung neben viel lustigen einige recht packenden Szenen.“
Die Österreichische Film-Zeitung schrieb: „Max Neufelds Regie hat die wundervolle Landschaft geschickt als Rahmen der Ereignisse verwertet.“
Auf film.at heißt es: „Der Anfang zeigt Alltagsimpressionen: Toni beim Spielen im Hinterhof, die enge Werkstatt des Ziehvaters, Blümls armseliges Zuhause. Nur selten findet sich im österreichischen Film eine vergleichbare Atmosphäre der Tristesse und der sozialen Not. Nach diesem engagierten Beginn verlegt sich der Film auf die Erzählung einer heiteren Erbauungsgeschichte samt Happy End.“

„Heitere Erbauungsgeschichte.“